# Cantone di Joinville-le-Pont
Il Cantone di Joinville-le-Pont era una divisione amministrativa dell'arrondissement di Nogent-sur-Marne.
È stato soppresso a seguito della riforma complessiva dei cantoni del 2014, che è entrata in vigore con le elezioni dipartimentali del 2015.
Comprendeva il solo comune di Joinville-le-Pont.